# Ferrovia Circumetnea
De Ferrovia Circumetnea (FCE) (de naam komt neer op: spoorweg rond de Etna) is een smalspoorlijn op het Italiaans eiland Sicilië. 

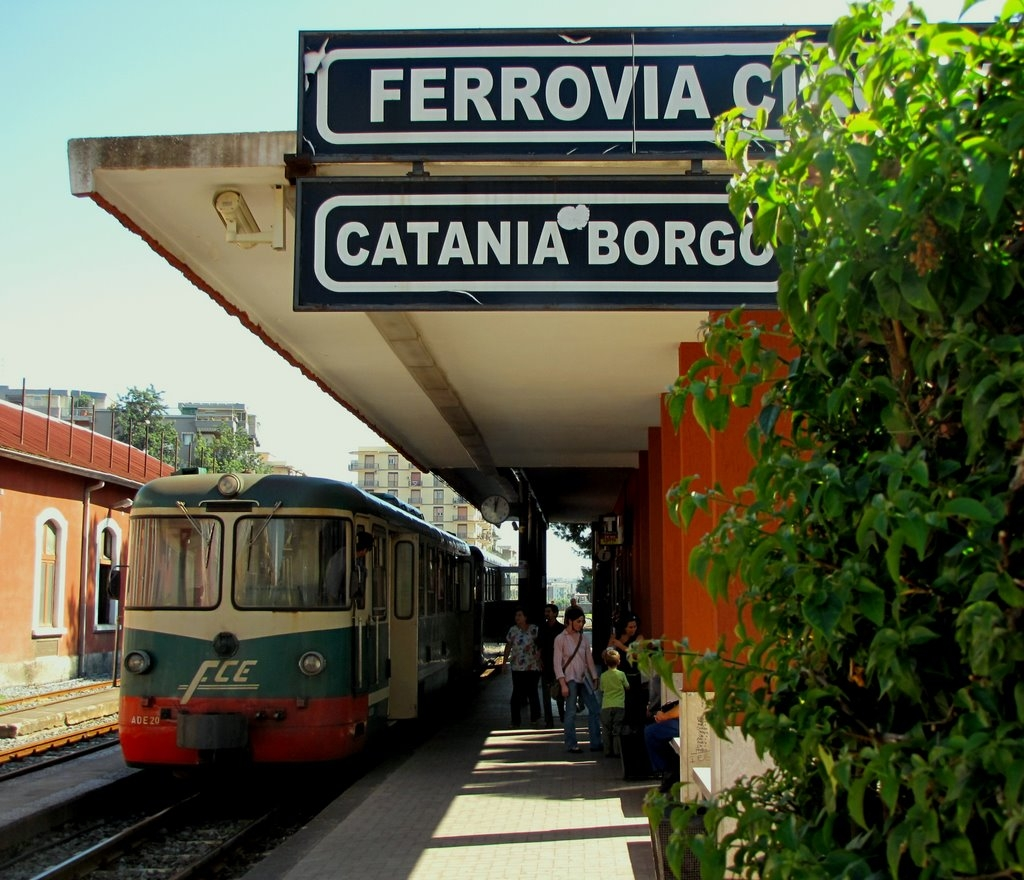
Stazione Catania.Borgo FCE

De Ferrovia Circumetnea onderhoudt een treindienst in de provincie Catania aan de voet van de vulkaan Etna met smalspoormaterieel. De lijn is 110 km lang en een enkele rit duurt ongeveer 3 uur.
Belangrijke plaatsen langs de lijn:
- Catania
- Paternò
- Adrano
- Bronte
- Randazzo
- Giarre
- Riposto

Voor 1990 vertrokken en eindigden de treinen van de Ferrovia Circumetnea op het station Catania Centrale. Nu is het gedeelte Catania Centrale – Catania Borgo omgebouwd tot normaalspoor en dit traject maakt deel uit van het metronetwerk van Catania. In juli 2024 werd een bijkomend deel van de lijn uit dienst genomen en eindigt sindsdien in Paternò, om de verdere verlenging van de metro toe te laten.
De Ferrovia Circumetnea-smalspoorlijn is gebouwd tussen 1889 en 1895.   